# Holbæks län
Holbæks län (danska: Holbæk Len) var ett danskt län fram till 1662. Det bestod av Tuse och Merløse härader.